# Liste der Naturdenkmale in Doberschau-Gaußig
Die Liste der Naturdenkmale in Doberschau-Gaußig nennt die Naturdenkmale in Doberschau-Gaußig im sächsischen Landkreis Bautzen.

## Definition
„Naturdenkmäler sind rechtsverbindlich festgesetzte Einzelschöpfungen der Natur oder entsprechende Flächen bis zu fünf Hektar, deren besonderer Schutz erforderlich ist
1. aus wissenschaftlichen, naturgeschichtlichen oder landeskundlichen Gründen oder
2. wegen ihrer Seltenheit, Eigenart oder Schönheit.“

## Liste
Link zu einem Kartenansichtstool, um Koordinaten zu setzen.
| Bild | Bezeichnung                                                                | Lage                                           | Beschreibung | Datum | Nummer |
| ---- | -------------------------------------------------------------------------- | ---------------------------------------------- | ------------ | ----- | ------ |
| BW   | Ausläufer der Schießstandanlage                                            | Gnaschwitz (51° 8′ 9″ N, 14° 22′ 40,4″ O)      |              |       | BZ016  |
| BW   | Quellteich Techritz                                                        | Weißnaußlitz (51° 9′ 9,1″ N, 14° 21′ 26,1″ O)  |              |       | BZ017  |
| BW   | Quellsumpf am Trunicht                                                     | Weißnaußlitz (51° 7′ 36,3″ N, 14° 21′ 24,5″ O) |              |       | BZ018  |
| BW   | Laubwaldflora am Hofeweg des Tschelentsy                                   | Gnaschwitz (51° 8′ 1,2″ N, 14° 21′ 44,1″ O)    |              |       | BZ019  |
| BW   | Feldgehölz links der Straße zum Bärwald                                    | Schlungwitz (51° 8′ 19,2″ N, 14° 23′ 4,4″ O)   |              |       | BZ083  |
| BW   | Allee an der Neukircher Straße                                             | Techritz (51° 9′ 29,5″ N, 14° 21′ 39,6″ O)     |              |       | B084   |
| BW   | Randbepflanzung an dem Kuhweg                                              | Gnaschwitz (51° 8′ 28,7″ N, 14° 22′ 18,5″ O)   |              |       | B085   |
| BW   | Mischwald mit Feldgehölzen                                                 | Weißnaußlitz (51° 7′ 46,9″ N, 14° 21′ 27,4″ O) |              |       | B086   |
| BW   | Gehölzbestand am Hang und linken Ufer der Spree und Himmelschlüsselberg    | Schlungwitz (51° 8′ 45,6″ N, 14° 23′ 22,2″ O)  |              |       | B087   |
| BW   | Damm und Cossernsches Wasser nordöstlich Cossern, Gebüsch, Kleinseggenried | Cossern (51° 8′ 22,8″ N, 14° 17′ 22,4″ O)      |              |       | BZ162  |
| BW   | Naundorfer Bach mit Auwaldrest südlich von Cossern                         | Cossern (51° 7′ 58,8″ N, 14° 17′ 11″ O)        |              |       | BZ192  |
| BW   | Linden an Sturms Hang                                                      | Cossern (51° 8′ 1″ N, 14° 17′ 2,3″ O)          |              |       | BZ193  |